# Ернст Теодор Амадей Гофман
Ернст Теодо́р Амаде́й Го́фман (нім. Ernst Theodor Amadeus Hoffmann (стандартне скорочення в західноєвропейських мовах E. T. A. Hoffmann); 24 січня 1776, Кенігсберг — 25 червня 1822, Берлін) — німецький письменник, композитор, художник, представник романтизму. Композиторський псевдонім — Йоганн Крайслер.

## Біографія

### Юність
Народився 24 січня 1776 року в столиці Східної Пруссії — Кенігсберзі. Батько — Крістоф Людвіг Гофман (1736–1797) — служив адвокатом при прусському верховному суді в Кенігсберзі. Біографи зазначають, що він був людиною настрою, не цурався муз, але був схильний до пиятики. Мати — Ловіза Альбертина Дерфер (1747–1796) — була жінкою надзвичайно побожною, відлюдькуватою, зі схильністю до пієтизму. Подружнє життя цих цілковито різних людей супроводжувалося частими сімейними скандалами, які призвели врешті-решт до того, що через кілька років після народження сина вони розірвали шлюб. 1778 року батько разом зі старшим сином Йоганном Людвіґом переїхав до Інстербурга, а Ернст Теодор Амадей з матір'ю оселився у будинку Дерферів, де й минули його дитячі та юнацькі роки. Матеріалів, які б свідчили про те, як жилося хлопчикові в бабусиному будинку, збереглось обмаль. Відомо, що ані мати, ані дядько — Отто Вільгельм Дерфер — не дуже піклувалися про виховання хлопця. Єдиною людиною, від якої хлопчик отримував хоч трохи любові й турботи, була тітка — Йоганна Софі Дерфер. Обстановка дерферівського дому позначилася на характері Гофмана. Він зростав досить замкнутою дитиною, важко сходився з людьми. Часто полишений на самого себе, він багато часу приділяв заняттям музикою. Гофман рано продемонстрував здібності до музики й малювання. Однак, не без впливу дядька, Гофман обрав собі шлях юриспруденції, з якої все своє подальше життя намагався вирватися і заробляти мистецтвом. У 12 років Гофман вільно імпровізував на клавірі, органі, грав на скрипці і гамбі, вивчав теорію музики. Домашні заняття були доповненням до основної освіти, яку Гофман здобув, відвідуючи лютеранську школу, куди вступив 1781 року (за іншими джерелами — 1782).
У Кенігсберзі Гофман зустрів перше кохання. Об'єктом його поклоніння стала Дора Гатт, що була старша від нього на 9 років і вже мала 5 дітей. Гофман давав їй уроки музики і боготворив свою кохану. Саме образ Дори Гатт угадується в героїні-баронесі з новели «Майорат», написаної значно пізніше. Перше кохання принесло Гофманові більше страждань, аніж радості. Скандал, що вибухнув у кенігсберзькому суспільстві, змусив Гофмана прийняти пропозицію з Глогау. 1796 року він покинув Кенігсберг і до 1798 року працював у суді міста Глогау. Заняття юриспруденцією не приносили йому задоволення, а перебування в товаристві дядька Йоганна Людвіга не відповідало його духовним запитам. Єдиним порятунком залишалося заняття мистецтвом.
Саме в Глогау відбулися важливі для Гофмана зустрічі. Тут він познайомився з Йоганном Самуелем Гампе, обдарованим музикантом, котрий, як і Гофман, змушений був служити чиновником. Дружба з Гампе залишилася на все життя. Не менш важливою була зустріч з художником Алоїзом Молінарі. Разом з ним Гофман розписував церкву єзуїтів у Глогау, а через кілька років закарбував образ художника в новелі «Церква єзуїтів», яка з'явилася в збірці «Нічні оповідання». Склавши в червні 1798 року іспит референтарія, Гофман поїхав до Берліна. Шлях його пролягав через Дрезден, де його вразили творами Корреджо і Рафаеля.

### Перший берлінський період
Перший берлінський період життя Гофмана припав на 1798–1800 pp. 1800 року Гофман успішно закінчив курс юридичних наук у Кенігсберзькому університеті і пов'язав своє життя з державною службою. Того самого року він покинув Кенігсберг і до 1807 року обіймав різні посади, у вільний час займаючись музикою і малюванням. Він, як і колись, працював у суді, але виконання чиновницьких обов'язків обтяжувало його менше, ніж у Глогау. Взірцем для наслідування став Париж. У Берліні були театри, шуміли багатолюдні салони, в яких бурхливо обговорювали питання політики, події французької революції, велися розмови про мистецтво. Так, предметом обговорення у 1799 р. став роман Фр. Шлегеля «Люцинда», романтична історія про кохання. Бурхливе життя Берліна подобалося Гофману. Не полишав він і музичних занять, удосконалюючи своє вміння в Й. Ф. Рейгардта. Тут був написаний зінгшпіль «Маска» (1800). Гофман спробував домогтися постановки свого твору на сцені Національного театру, але керівник А. В. Іффпанд відхилив пропозицію молодого композитора. Проте Гофман не полишив занять мистецтвом. Він копіював твори античних майстрів, удосконалюючись у портретному живописі, відточував свою майстерність як розписувальник і склав у 1800 р. іспит на чин асесора, після чого отримав направлення в Познань. Берлін Гофман покидав неохоче, але переведення в Польщу визволяло його з-під гніту дерферівської сім'ї.

### Познань
1800]–1802 pоки Гофман провів у Познані. У порівнянні з Берліном це було тихе місто. Змушений займатися юриспруденцією, Гофман вважав обтяжливими ці обов'язки. Спостережлива людина, він не міг не помітити ставлення поляків до прусських чиновників, які заполонили Познань. Гофману, серед предків якого були люди різних національностей, був чужий пруссацький націоналізм, тому коли доля звела його з чарівною полькою Михалиною Рорер-Тищинською, він, не вагаючись, повінчався з нею 26 липня 1802 р. Відтоді м'яка і терпляча Михалина стала вірним другом і опорою для Гофмана, розділивши з ним до кінця усі важкі випробування, яких у їхньому житті було чимало.
Шлюб з полькою, дочкою міського писаря, позбавленого місця через погане знання німецької мови, призвів до остаточного розриву із сім'єю Дерферів. Гофман не міг більше розраховувати на підтримку впливового дядька. Непросте становище, у якому опинився Гофман, ускладнилося тим, що на бал-маскараді в 1802 р. він поширював карикатури, позначені дивовижною портретною схожістю з відомими у місті людьми. Автора карикатур виявили без особливих зусиль, і розправа з людиною, яка зважилася підірвати суспільну думку, не забарилася. Разом з юною дружиною Гофман змушений був покинути Познань.
Так вони опинилися у глухому містечку на березі Вісли — Плоцьку. Заслання тривало з 1802 по 1804 pp. Найважчою у цей час була для нього відсутність культурної атмосфери.

### Розквіт як композитора
1804–1807 роки Гофман провів у Варшаві. Службові обов'язки, як і раніше, забирали чимало часу, але він міг впоратися з ними швидко, тому цілком присвячував своє дозвілля заняттям музикою. Наприкінці 1804 р. він закінчив двохактний зінгшпіль «Веселі музиканти», поклавши в основу текст романтика К. Брентано, а 6 квітня 1805 р. відбулася прем'єра. Через рік на сцені Варшавського театру був поставлений ще один зінгшпіль — «Непрохані гості, або Канонік з Мілана». У Варшаві побачили світ і п'ять сонат Гофмана. Із «місцевого музичного дилетанта» Гофман саме тут перетворився в одну з помітних постатей у світі, здобув визнання широкої публіки. У Варшаві розкрилися не лише композиторські здібності Гофмана, а й його талант як співака і диригента. Уперше за диригентським пультом варшавська публіка побачила Гофмана 3 серпня 1806 р. під час відкриття палацу Мнішків.
1 вересня 1808 р. Гофман прибув до Бамберга, де йому судилося пробути до 1815 р. Посівши місце капельмейстера в театрі, який перебував у досить жалюгідному стані, з притаманним йому ентузіазмом Гофман узявся до справи. Тут він закінчив і поставив опери «Кохання та ревнощі», «Напій безсмертя», написав музику до трагедії З. Вернера «Хрест над Балтикою», розпочав роботу над оперою «Ундіна». Усього в бамберзький період він створив близько 32 великих і малих твори. У Бамберзі Гофман відкрив школу співу, як критик співпрацював із «Загальною музичною газетою», опублікувавши в ній 1809 року новелу «Кавалер Глюк».
25 серпня 1813 р. Гофман «зустрівся» з Наполеоном, який після поразки під Дрезденом переїжджав міст. Могутнім поштовхом до творчості для Гофмана стала перемога над французами. 26 листопада 1813 р. Гофман розпочав працювати над «дрезденською казкою» «Золотий горнець».
Після 1813 року його справи пішли краще після отримання невеликої спадщини. Місце капельмейстера в Дрездені ненадовго задовольнило його професійні амбіції; після 1815 року він втратив це місце і змушений був знову вступити на ненависну службу вже в Берліні. Однак нове місце давало і заробіток, і залишало багато часу для творчості.
Відчуваючи ворожість до міщанських «чайних» товариств, Гофман проводив більшу частину вечорів, а іноді й частину ночі, у винарні. Украй зруйнувавши собі вином і безсонням нерви, Гофман приходив додому і сідав писати; страхіття, створювані його уявою, іноді жахали його самого. А в узаконену годину Гофман уже сидів на службі і старанно працював.
3 серпня 1816 р. в Берліні з великим успіхом здійснено постановку опери Гофмана «Ундіна». Розкішні декорації до опери були виготовлені Шинкелем, головну партію виконувала чарівна Йоганна Евніке, останнє кохання маестро. Публіка нагородила автора першої німецької романтичної опери бурхливою овацією, Гофман був безмежно щасливий і розчулений. Визнання як композитора було однією з його небагатьох «хвилин слави».

### Літературна спадщина
У той самий час зростала й кількість літературних творів Гофмана. У Берліні він написав роман «Еліксир диявола» («Die Elexiere des Teufels»), новели «Піщана людина», «Церква єзуїтів», які увійшли у збірку «Нічні оповідання» («Nachtstucke», 1817). 1819 року написав повість-казку «Крихітка Цахес на прізвисько Цинобер». Поетичне слово стало для Гофмана основним способом вираження власного «я», єдиним засобом втілення свого ставлення до навколишнього світу та його мешканців. У Берліні Гофман опинився на вершині літературної слави. Його твори публікували в альманахах «Уранія» і «Нотатник кохання та дружби», він писав для «Берлінського кишенькового календаря» і «Нотатника компанійських розваг». Прибутки зростали, але їх ледве вистачало на відвідини винарні в Лютера і Вагнера, де починаючи з осені 1817 р. Гофман став завсідником.
Свого часу німецька критика оцінювала творчість Гофмана невисоко, віддаючи перевагу романтизмові без домішки сарказму і сатири. Набагато популярнішим Гофман був в інших країнах Європи і в Північній Америці; у Росії Віссаріон Бєлінський назвав його «одним з найбільших німецьких поетів, живописцем внутрішнього світу».
Творча спадщина Гофмана розлога й різноманітна. Власне літературна її частина представлена творами різних жанрів: це романи, новели, казки, лібрето, які маестро писав до своїх музичних творів, есеї, критичні статті. Перші спроби пера дослідники датують 1795 роком. Є свідчення, що того самого року Гофман працював над нині втраченими романами «Корнаро, мемуари графа Юліуса фон С.» і «Таємнича».

## Ушанування
Французький романіст Александр Дюма (батько) присвятив пам'яті Гофмана свою фантасмагоричну повість «Жінка з оксамиткою на шиї», в якій Гофман виведений основним героєм.

## Вибрані твори
- «Нічні оповідання» (1798)
- «Люцинда» (1799)
- «Маска» (1800)
- «Золотий горнець» (1814)
- «Еліксири Сатани» (1815)
- «Лускунчик і Мишачий король» (1816)
- «Життєва філософія кота Мура» (1819)
- «Крихітка Цахес, на прізвисько Цинобер» (1819)
- «Володар бліх» (1822)